# 栎阳城遗址
栎阳城遗址中国秦汉时期重要城市遗址。位于陕西省西安市阎良区，地处陕西关中渭北灌区，石川河流经故城北部和中部，城址附近地面平坦，河渠纵横。

## 概述
前383年，秦献公从雍城迁都栎阳。秦献公和秦孝公曾对栎阳经营三十四年，开始了秦国社会变革，夺取河西之地。前349年，秦孝公迁都咸阳。栎阳成为咸阳门户、交通要冲、军事重镇。同时也成为经济中心之一。楚汉战争时期，项羽三分关中，栎阳成为塞王司马欣的都城。
刘邦占领关中后，曾以栎阳为都。迁都长安后，汉太上皇留居栎阳。直至去世。东汉光武帝建武二年（26年）封景丹为栎阳侯，废栎阳入万年县，栎阳城遂废。

## 考古
1980-1981年，经过发掘。栎阳故城为东西长2500米，南北宽1600米长方形城址。发现南、西二城墙和三处门址。南墙现长1640米，宽6米。西墙现长1420米，宽8-16米。三个门址各长13米，13米和11米。宽5.5米、6.7米和7.3米。探明秦汉道路十三条，其中东西6条，南北7条。勘探秦汉建筑遗址，一般居址和手工作坊遗址十五处。出土大量文物。